# Mettembert
Mettembert ist eine politische Gemeinde im Distrikt Delémont des Kantons Jura in der Schweiz. Frühere deutsche Namen waren Mettenberg und Mettemberg. Letztere Bezeichnung war bis 1984 auch der offizielle Gemeindename.

## Geographie
Mettembert liegt auf 660 m ü. M., 4 km nordnordwestlich des Kantonshauptorts Delémont (Luftlinie). Das Bauerndorf erstreckt sich auf einer nach Süden geneigten Geländeterrasse über dem Tal von Mettembert, in der Hügelzone des nördlichen Juras.
Die Fläche des sehr schmalen, aber langgestreckten Gemeindegebiets umfasst 2,34 km². Sie reicht vom tief eingeschnittenen Bach Ruisseau de Mettembert nach Norden über die mit Wiesen bestandene Terrasse bis auf den in West-Ost-Richtung verlaufenden schmalen Grat des Ordon. Der höchste Punkt von Mettembert liegt im Bereich von Sur le Pré auf 811 m ü. M. Die östliche Begrenzung bildet die Klus der Combe de Movelier. Das Gemeindegebiet wird vom Mettembert-Bach nach Osten zur Birs entwässert. Von der Gemeindefläche entfielen 1997 7 % auf Siedlungen, 54 % auf Wald und Gehölze und 39 % auf Landwirtschaft.
Zu Mettembert gehören mehrere Einzelhöfe. Nachbargemeinden von Mettembert sind Delémont, Pleigne, Movelier und Soyhières.

## Bevölkerung
Mit 112 Einwohnern (Stand 31. Dezember 2023) gehört Mettembert zu den kleinen Gemeinden des Kantons Jura. Von den Bewohnern sind 85,3 % französischsprachig, 12,1 % deutschsprachig und 1,7 % italienischsprachig (Stand 2000). Die Bevölkerungszahl von Mettembert belief sich 1850 auf 113 Einwohner, 1900 auf 104 Einwohner. Nach einem Tiefstand 1980 mit 63 Einwohnern wurde seither wieder eine deutliche Bevölkerungszunahme verzeichnet.

## Wirtschaft
Die Gemeinde ist noch stark landwirtschaftlich geprägt, es gibt kaum Arbeitsplätze ausserhalb des landwirtschaftlichen Sektors im Dorf. Viele Erwerbstätige (ungefähr 60 %) sind deshalb Wegpendler und arbeiten vor allem in der Region Delémont.

## Verkehr
Mettembert liegt abseits der Durchgangsstrassen, an einer Lokalstrasse, die von Soyhières nach Pleigne führt. Durch eine Buslinie, welche von Delémont nach Pleigne verkehrt, ist die Gemeinde an den öffentlichen Verkehr angeschlossen.

## Geschichte
Der Ort wird 1170 erstmals als Mettenberc erwähnt und gehörte zum Kloster Kleinlützel. 1287 kam Mettembert an das Fürstbistum Basel. Von 1793 bis 1815 gehörte Mettembert zu Frankreich und war anfangs Teil des Département du Mont-Terrible, ab 1800 mit dem Département Haut-Rhin verbunden. Durch den Entscheid des Wiener Kongresses kam der Ort 1815 an den Kanton Bern und am 1. Januar 1979 an den neu gegründeten Kanton Jura. Bis 1984 hiess die Gemeinde offiziell Mettemberg, dann wurde die Schreibweise der französischen Aussprache angepasst.
Mettembert gehört zur Pfarrei Movelier, besitzt jedoch am westlichen Ortsrand eine eigene kleine Kapelle.

## Bilder

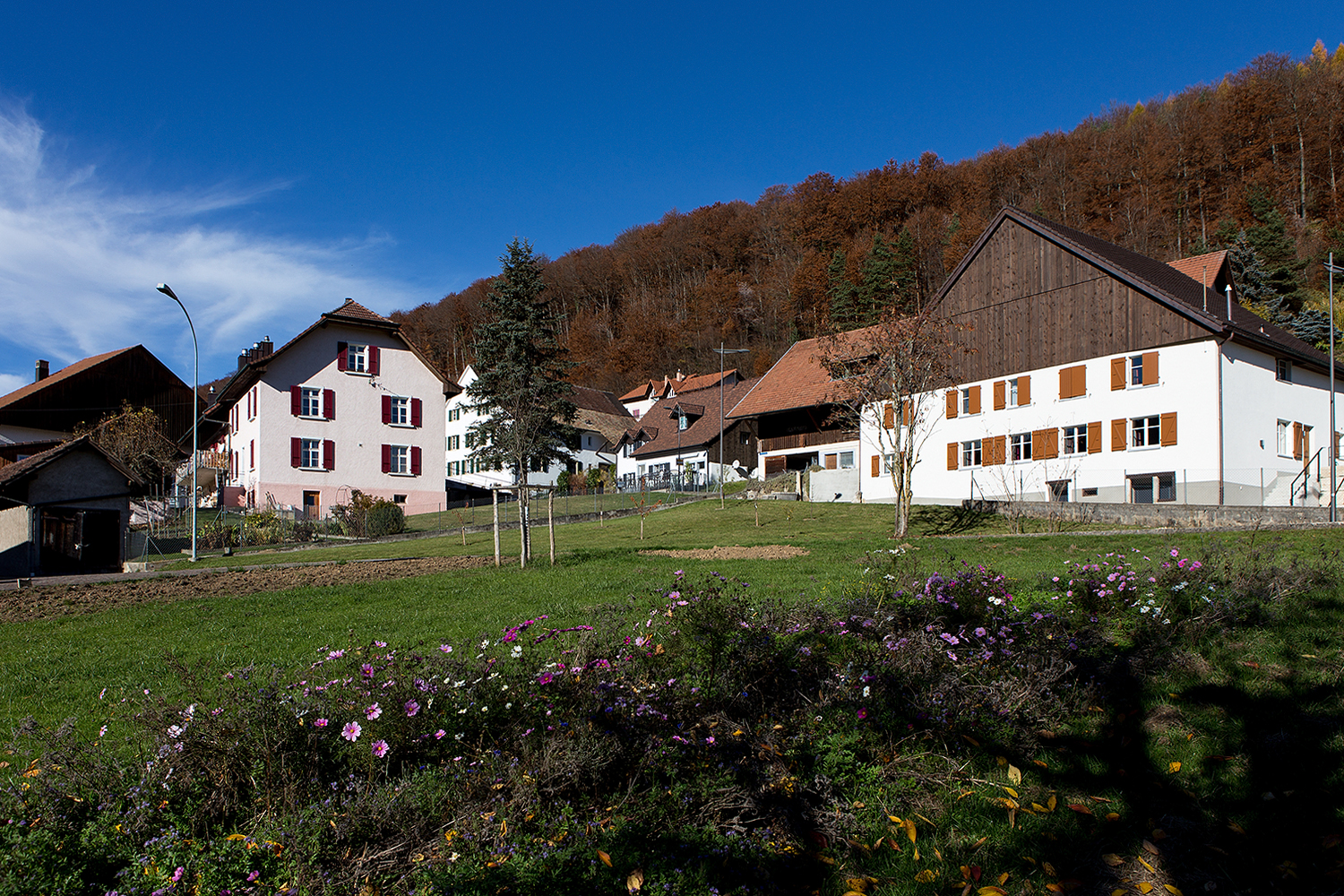
Mettembert
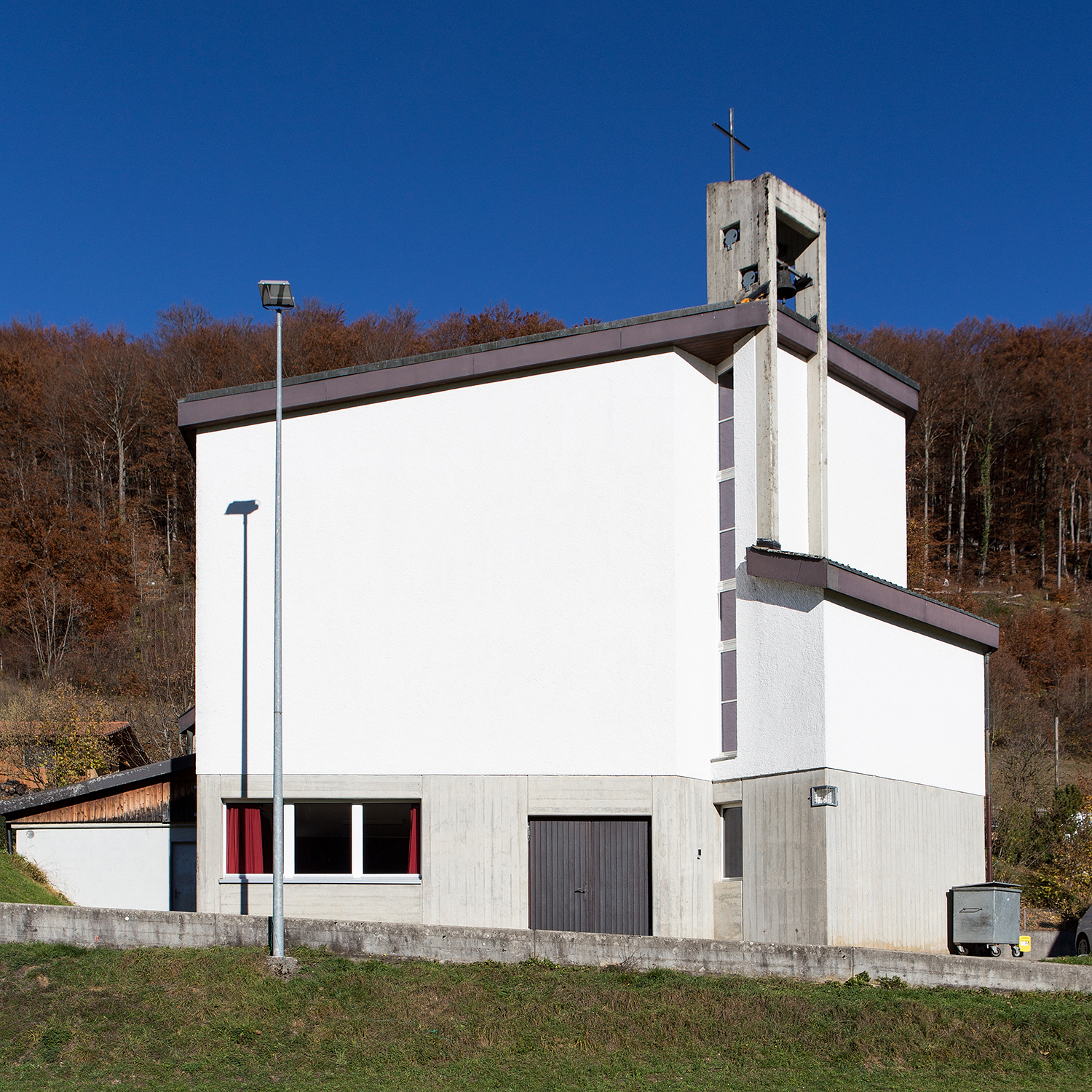
Kapelle
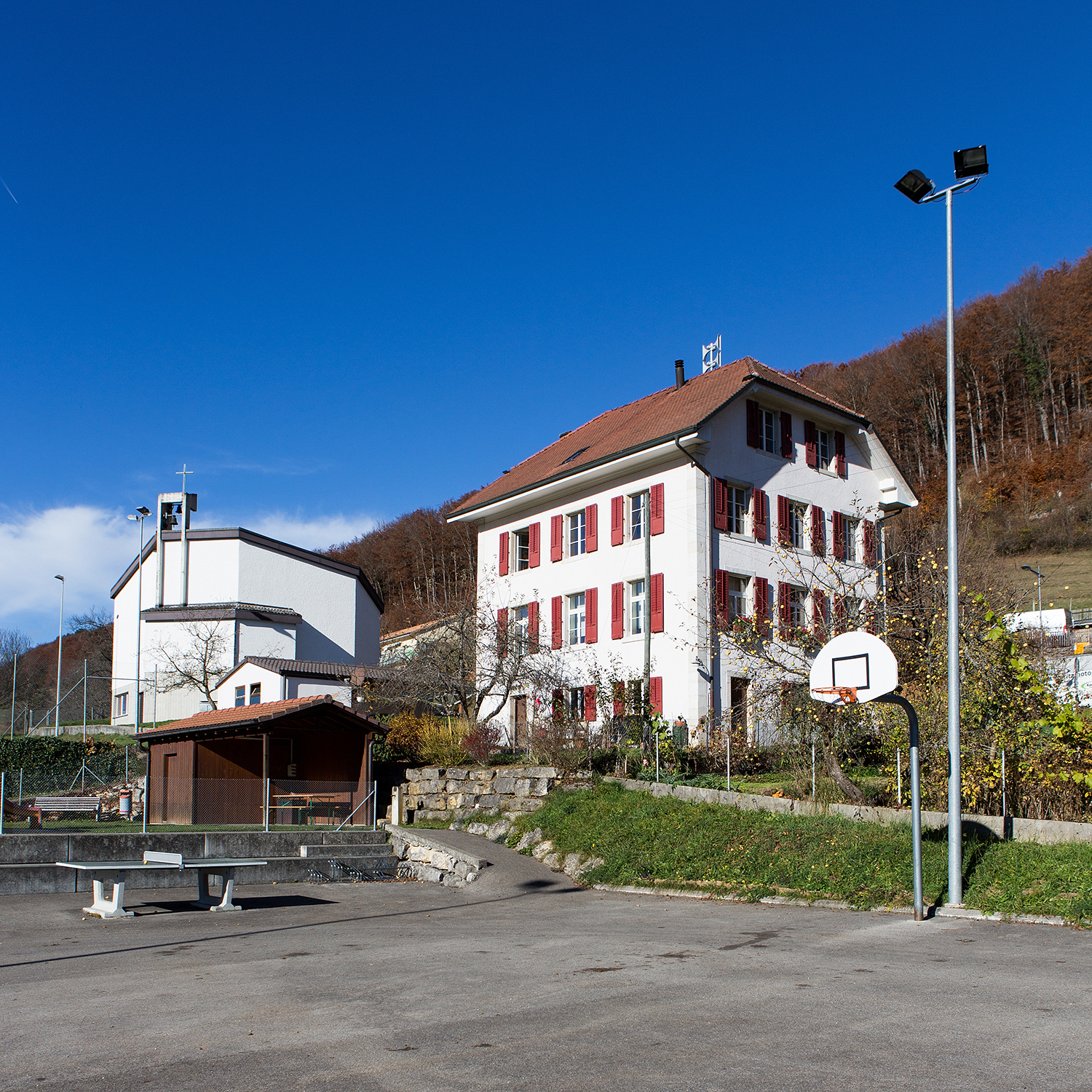
Kapelle und Schulhaus
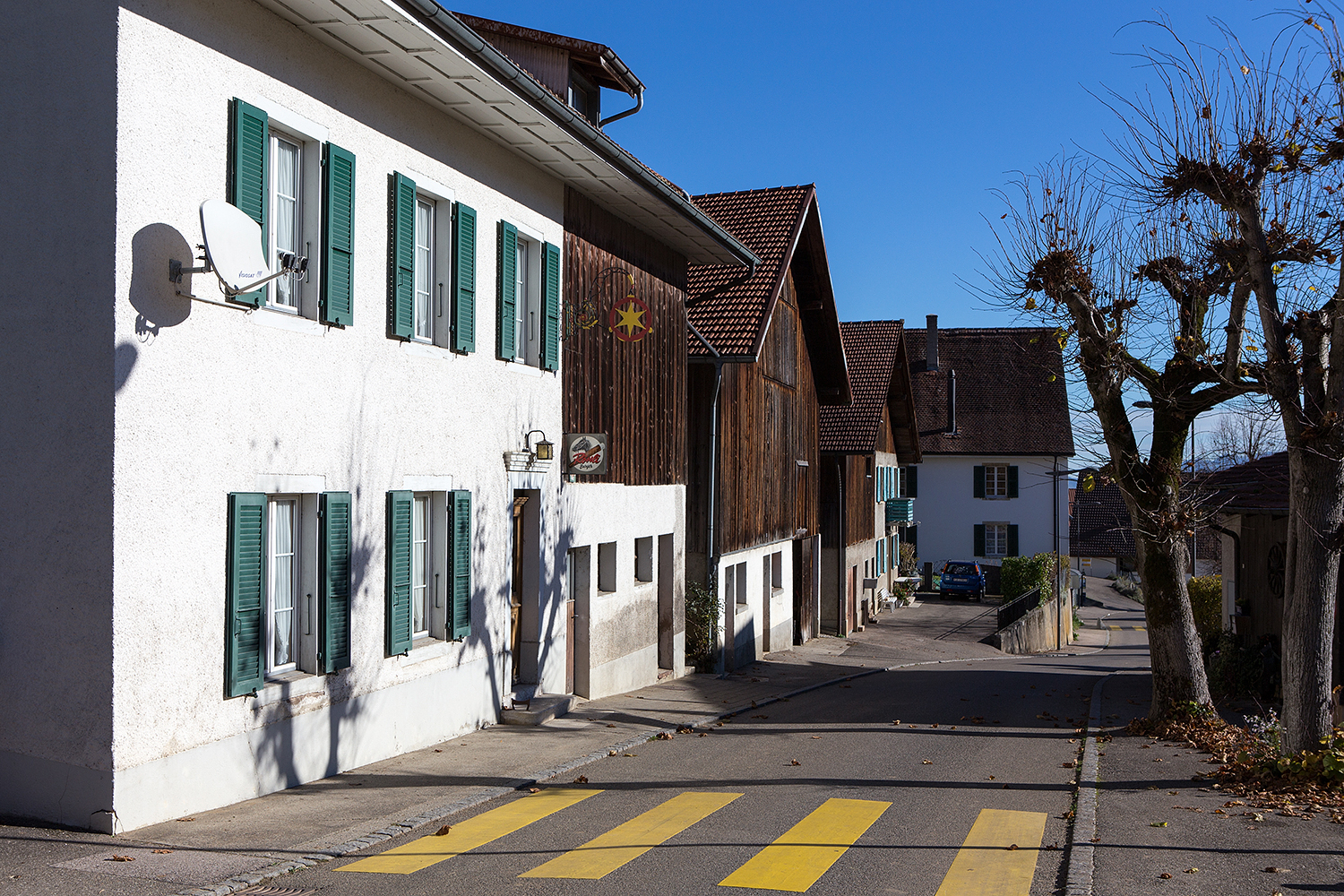
Route du Haut-Plateau
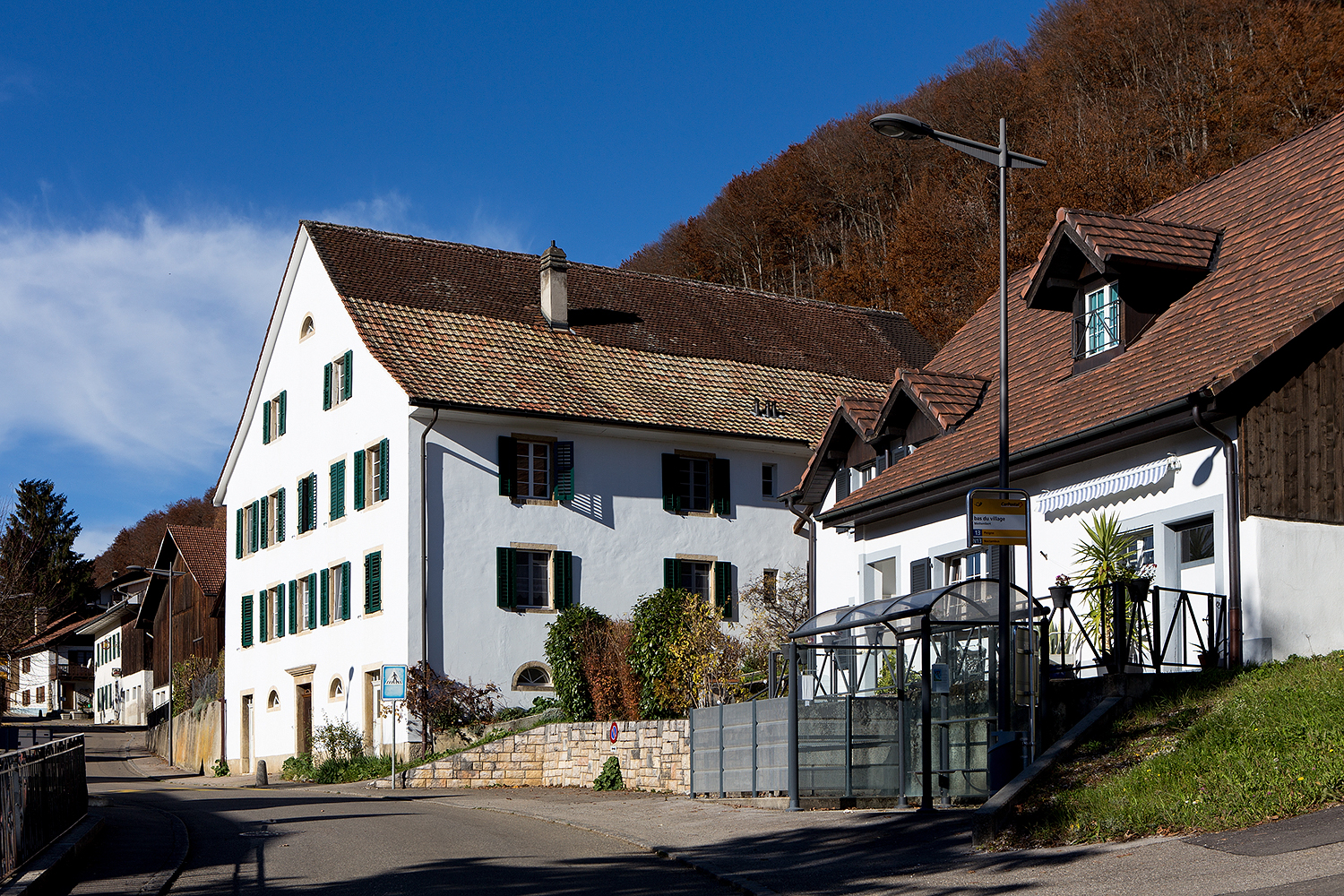
Unterer Dorfteil